# Dopływ

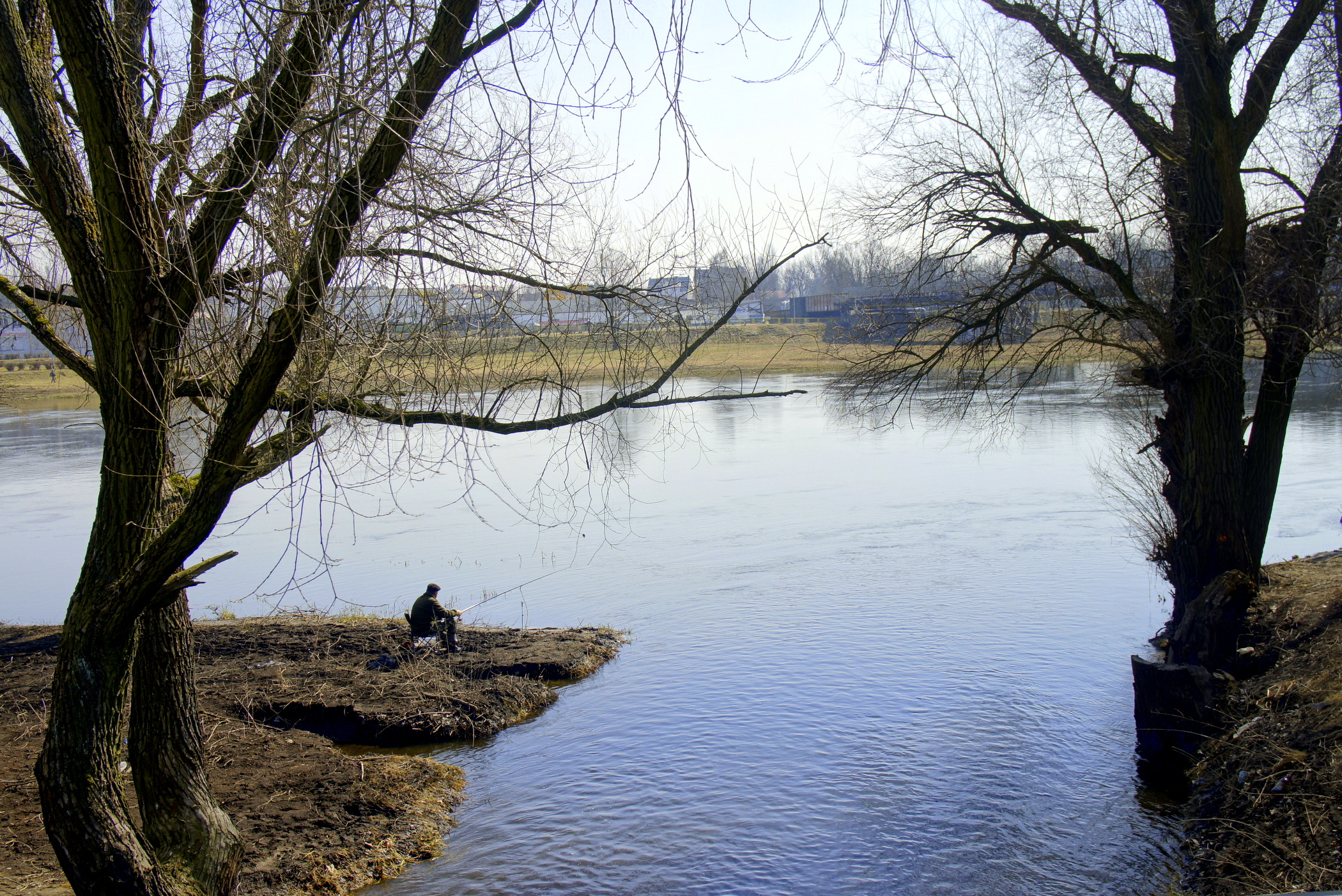
Kłodawka, prawobrzeżny dopływ Warty

Dopływ – rzeka lub mniejszy ciek, który nie uchodzi bezpośrednio do zbiornika wodnego (morza, jeziora), ale do innego cieku (będącego recypientem tego dopływu). W zależności od tego, z której strony brzegu rzeki (patrząc od źródła) dopływ łączy się z nią, wyróżnia się dopływy lewe i prawe. Ponadto dopływy mogą mieć własne dopływy – tworząc w ten sposób hierarchię sieci rzecznej: rzeka główna, dopływy pierwszego stopnia, drugiego, trzeciego, itd.
Zobacz też: dorzecze.